# Adrian Vandenberg
Pour les articles homonymes, voir Vandenberg.
Adriaan van den Berg, dit Adrian Vandenberg, né le 31 janvier 1954 à La Haye, est un guitariste de rock néerlandais. Il est surtout connu pour avoir été le guitariste soliste du groupe Whitesnake de 1987 à 1990 et de 1994 à 1997 et son groupe Vandenberg qu'il a formé en 1981.

## Discographie

### Whitesnake
- 1987 : 1987
- 1989 : Slip of the Tongue
- 1997 : Restless Heart
- 1997 : Starkers in Tokyo

### Manic Eden
- 1994 : Manic Eden

### Paul Rodgers
- 1994 : The Chronicle

### Vandenberg
- 1982 : Vandenberg
- 1983 : Heading for a Storm
- 1985 : Alibi
- 1988 : The Best of Vandenberg
- 2004 : The Definitive Vandenberg
- 2020 : 2020
- 2023 : Sin

### Vandenberg's Moonkings
- 2014 : Moonkings
- 2017 : VDBM II

### Teaser
- 1979: Teaser